# Salón Barroco (Benemérita Universidad Autónoma de Puebla)
El Salón Barroco se encuentra en el segundo piso del Edificio Carolino de la Benemérita Universidad Autónoma de Puebla. Es sede del Consejo Universitario, función para la que fue modificado ya que originalmente fue una capilla dedicada a San José. Su belleza arquitectónica y la importancia histórica de la colección de pinturas que alberga le ganaron el nombre de Relicario Colonial de América.

## Arquitectura
El salón toma su nombre del estilo arquitectónico que más abunda en él. Sus bóvedas están decoradas con elementos tradicionales del estilo barroco: arcos, entablados curvados y sinuosos, adornos en forma de conchas, frutas, flores, querubines, entre otras rebuscadas formas a menudo salomónicas.
La cruz de Calatrava destaca al centro del artesonado. Al borde derecho se encuentran los bustos realzados de la Virgen Inmaculada y al izquierdo, Jesucristo. 
El estilo de la sección central de la bóveda tiene un parecido notable con la decoración de la Capilla del Rosario del templo de Santo Domingo también en la ciudad de Puebla. Es probable que estos dos espacios hayan sido obra de las mismas personas.
La primera sección de la bóveda comparte el estilo, a diferencia de la tercera parte que corresponde a la sacristía. Ésta fue unida al resto del salón para ampliar el espacio y en 1945 se añadió decoración un poco más simple pero guardando el estilo churriguera.
En esta sección se colocó la sillería del antiguo Colegio de San Pantaleón, lo que ahora es el Palacio de Justicia del Estado de Puebla. 

## Retablo
Al fondo de la sala se encuentra un retablo de madera labrada que contiene 4 escudos nobiliarios. El escudo superior central corresponde a la Casa de Ariza, familiar de Juan de Palafox. Sobre la segunda línea a la izquierda se aprecia el escudo personal del obispo Palafox.
También en la segunda línea pero a la derecha está el escudo del obispo don Pantaleón Álvarez Abreu, fundador del Colegio de San Pantalón. Este colegio estuvo junto al Colegio de San Pedro en el edificio que hoy alberga al Palacio de Justicia del Estado. 
En la parte inferior central se ubica el escudo de mayor tamaño que corresponde al de don Melchor de Covarrubias. Don Melchor fue cofundador del Colegio del Espíritu Santo y fue el sillar principal de esta institución. 

## Colección de pinturas
Estas son las pinturas que forman la colección  del Salón Barroco:
- La huida a Egipto (dos versiones).
- El retorno de Egipto.
- La Virgen María con su Familia.
- El ingreso de la Santísima Virgen al servicio del templo.
- Los desposorios de María a su prima Isabel.
- El nacimiento del Niño Dios en Belén.
- La adoración de los reyes magos.
- La purificación de María.
- La Sagrada familia.
- Jesús en medio de los doctores de la ley es encontrado por José y María.
- La Asunción de María a los cielos.